# Phebellia demens
Phebellia demens là một loài ruồi trong họ Tachinidae.